# 21 Eridani
21 Eridani är en orange underjätte i stjärnbilden Eridanus. 
Stjärnan har visuell magnitud +5,96 och är svagt synlig för blotta ögat vid god seeing. Den befinner sig på ett avstånd av ungefär 110 ljusår.